# Neobala quadrimaculata
Neobala quadrimaculata är en insektsart som beskrevs av Henry Fairfield Osborn 1923. Neobala quadrimaculata ingår i släktet Neobala och familjen dvärgstritar. Inga underarter finns listade i Catalogue of Life.